# Кинетический контроль
О кинетическом контроле прохождения химической реакции говорят, когда из двух или более возможных продуктов реакции образуется преимущественно продукт более быстрой реакции, как правило, менее энергетически выгодный. В отличие от Термодинамического контроля, продукт кинетического контроля образуется при более низких температурах.
Общий случай энергетического профиля реакции, ход которой контролируется кинетически или термодинамически, показан на рисунке:
На рисунке изображён общий случай, когда реакция может протекать в разных направлениях, один из которых контролируется кинетически (путь 1→2), а другой термодинамически (путь 1→4). Исходное вещество 1 — интермедиат преобразования, образующийся на первой стадии реакции. Затем у него появляется две возможности для перехода в продукты.
Первый: через переходное состояние 3 в продукт 2, при этом энергия активации составляет Еа, к, а энергетический эффект -ΔНа, к. Существует также возможность перехода в продукт 4 через переходное состояние 5, при этом соответствующие параметры Еа, т и -ΔНа, т.
Как видно из рисунка, для образования 2 система должна преодолеть меньший барьер, чем для образования 4. Вероятность преодоления этого барьера по уравнению Аррениуса зависит экспоненциально от температуры, при этом при низких температурах реакция, как правило, протекает исключительно по пути 1→2.
В свою очередь при более высоких температурах реализуется случай термодинамического контроля, когда образуется более энергетически выгодный продукт 4, при этом выигрыш в энергии на величину ΔΔН больше, чем в случае кинетического контроля.
Принципиально кинетический контроль от термодинамического отличается тем, что если равновесную систему с избытком 1 или 2 нагреть до температуры преобладания термодинамического контроля, в системе начнут накапливаться продукт 4. Если же систему с преобладанием 4 охладить до температур преобладания кинетического контроля, переход 4 в 2 не будет происходить. Это означает, что в условиях проведения реакции, когда возможны все прямые и обратные процессы, всегда будет накапливаться продукт термодинамического контроля.

Наиболее классическими примерами кинетического и термодинамического контроля реакций считается:
1. Гидробромирование бутадиена

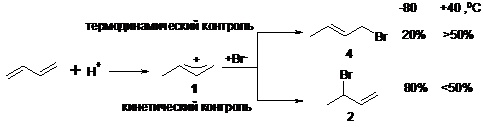
Гидробромирование бутадиена.

2. Сульфирование нафталина и некоторые другие